# Đấu trí (phim truyền hình Việt Nam)
Đấu trí là một bộ phim truyền hình được thực hiện bởi Trung tâm Phim truyền hình Việt Nam, Đài Truyền hình Việt Nam cùng Bộ Công an do Nguyễn Danh Dũng, Bùi Quốc Việt và Nguyễn Đức Hiếu đồng đạo diễn, lấy cảm hứng từ Vụ án sai phạm tại Công ty cổ phần Công nghệ Việt Á và Vụ án Nhật Cường Mobile. Phim phát sóng vào lúc 21h00 từ thứ 2 đến thứ 6 hàng tuần bắt đầu từ ngày 18 tháng 7 năm 2022 và kết thúc vào ngày 1 tháng 11 năm 2022 trên kênh VTV1.

## Nội dung
Lê Anh Vũ (Thanh Sơn), một chiến sĩ cảnh sát kinh tế trẻ của tỉnh Đông Bình cùng các đồng nghiệp khác đã liên tục phải chịu những sức ép từ vụ Công ty Khải Tuấn đẩy giá sinh phẩm kit test cho đến vụ buôn lậu hàng trăm nghìn chiếc điện thoại di động tuồn qua biên giới của Công ty Thịnh Gia, Thái Lai mà hậu thuẫn không chỉ dừng lại ở một chi cục trưởng trong cơ quan bộ ngành. Ở cuộc chiến đầy cam go này, bên cạnh những người như Vũ, Phong (Xuân Phúc),... luôn kiên trì đứng vững, cũng đã có những trường hợp thiếu bản lĩnh, để rồi gục ngã trước "viên đạn bọc đường"...

## Diễn viên

### Diễn viên chính
- Trung Anh trong vai Đại tá Trần Giang[5][6][7]
- Thanh Sơn trong vai Đại uý Lê Anh Vũ[5][8][9]
- Doãn Quốc Đam trong vai Phan Đình Tuấn (Tuấn "nháy")[10][11][12]
- Lương Thu Trang trong vai Lam[13]
- Vĩnh Xương trong vai Đinh Hoàng Đức[14]
- Trịnh Mai Nguyên trong vai Đoàn Phát[15][16]
- Phạm Anh Tuấn trong vai Hoàng Bá Khải[17]
- Nguyệt Hằng trong vai Đinh Thị Ngọc Bằng[17][18]
- Xuân Phúc trong vai Đại uý Dương Văn Phong[8][19]
- Hồng Quang trong vai Thượng tá Chu Văn Bàng[20]
- Tô Dũng trong vai Đại uý Nguyễn Hữu Hào[8]
- Anh Đào trong vai Thiếu uý Lê Phương Linh[8]
- Phan Thắng trong vai Trung uý Phan Quang Chiến[8]
- Đức Khuê trong vai Nguyễn Lê Cửu[21]
- Nguyễn Thùy Dương trong vai Nguyễn Lê Quyên[22]
- Lê Tuấn Anh trong vai Trần Anh Hiếu
- Nguyễn Thanh Bình trong vai Phan Thanh Túng[23]
- Đỗ Thanh Tùng trong vai Bùi Ngọc Kiên
- Hồ Phong trong vai Lê An Hùng (Hùng "đơn"/Boss)[24]
- Trần Nhượng trong vai Trần Hoàng[25]
- Đặng Tất Bình trong vai Đinh Hoàng Bá[26][27]
- Trần Đức trong vai Lê Tuyên
- Tú Oanh trong vai Bà Hạnh[28]

### Diễn viên phụ
- Trần Thị Diễm Hương trong vai Hoa
- Chu Quỳnh Chi trong vai Bé Thư
- Tạ Minh Thảo trong vai Đại tá Bùi Việt[20][29]
- Việt Thắng trong vai Đại tá Phạm Hải[30]
- Nguyễn Hải trong vai Đặng Văn Nhất[31]
- Quốc Trị trong vai Chủ mỏ
- Đỗ Kỷ trong vai Ông Đường[27][32]
- Ngọc Thoa trong vai Mẹ vợ ông Giang
- Kiều Minh Hiếu trong vai Lê Bình[33]
- Quách Thu Phương trong vai Bà Liên[34]
- Minh Hằng trong vai Bà Mỹ
- Lại Phú Đôn trong vai Ông Vinh
- Dương Đức Quang trong vai Ông Quang
- Hoàng Huy trong vai Cậu ông Khải
- Chí Dương trong vai Thiếu tá Nguyễn Mạnh Trường
- Đỗ Quỳnh Hoa trong vai Trần Lệ Thủy[26][27]
- Lưu Duy Khánh trong vai Thiếu uý Nguyễn Bá Thành[8]
- Hoàng Khải trong vai Thiếu tướng Nguyễn Quân
- Hoàng Công trong vai Trung tá Nguyễn Hoàng An
- Nông Dũng Nam trong vai Thiếu tá Trần Anh Phi
- Trịnh Xuân Hảo trong vai Trung tá Đặng Thảo[35]
- Tiến Huy trong vai Phạm Văn Thiện[36]
- Thu Huyền trong vai Bà Bích
- Hoàng Anh Vũ trong vai Nguyễn Khôi Nguyên[37]
- Nguyễn Huyền Trang trong vai Lê Hải Trúc[38]
- Minh Cúc trong vai Thảo[15][39]
- Hoàng Xuân trong vai Bà Yến[40]
- Linh Huệ trong vai Vợ ông Thi
- Xuân Hồng trong vai Trợ lý Cầm
- Nguyễn Mạnh Cường trong vai Tiến
- Phú Kiên trong vai Vũ Văn Vệ
- Cao Môn trong vai Ông Xuân
- Mạnh Hùng trong vai Ông Chính
- Thanh Chi trong vai Đỗ Văn
- Việt Bắc trong vai Tứ[26][27]
- Thanh Huyền trong vai Trần Thị Nguyệt
- Xuân Trường trong vai Lại Thanh Vững
- Xuân Đồng trong vai Trần Năm
- Đào Hoàng Yến trong vai Bà Loan
- Hoàng Tùng trong vai Nguyễn Lâm
- Hoàng Tùng trong vai Liêm
- Hồ Uy Linh trong vai Luật sư Lê Văn Huy
- Thu Hà trong vai Mẹ Thiện
- Trung Cường trong vai Giáo sư Lực
- Lý Chí Huy trong vai Trịnh Quang Đông[41]
- Hồng Liên trong vai Đinh Thị Ngọc Bình
- Nhật Quang trong vai Khánh
- Linh Hương trong vai Nhi
- Tùng Anh trong vai Trợ lý Công[26]
- Thúy An trong vai Lâm Thị Ngọc Thảo
- Đặng Tam Thuận trong vai Thái "mèo"[42]
- Danh Thái trong vai Lê Quang Thạo (Thạo "sói")[27][43]
- Lê Ngọc Quang trong vai Ngô Đức Thịnh (Thịnh "đầu bạc")[44]
- Anh Dũng trong vai Ngô Xuân Trung (Trung "ve")[44]
- Mạnh Đạt trong vai Khang IT
- Vương Anh trong vai Decor IT (Khùng IT)[27]
- Trương Hoàng trong vai Tráng "ngựa"
- Lâm Tùng trong vai Nguyễn Lâm Duy (Duy "tổ")[45]
- Hoàng Ngọc Hải trong vai Nhân viên TN Mobile
- Xuân Thắng trong vai Thắng "ma xó"
- Quách Xuân Thông trong vai An Invest
- Tạ Vũ Thu trong vai Thành Invest
- Nguyễn Tiến Việt trong vai Vương
- Sơn Tùng trong vai Bốc
- Trần Tài trong vai Quốc
- Lâm Hoàng trong vai Tiến "thổ"

### Diễn viên khách mời
- Tự Long trong vai Khách dự lễ khánh thành Hoà Đông 2

Cùng một số diễn viên khác...

## Sản xuất

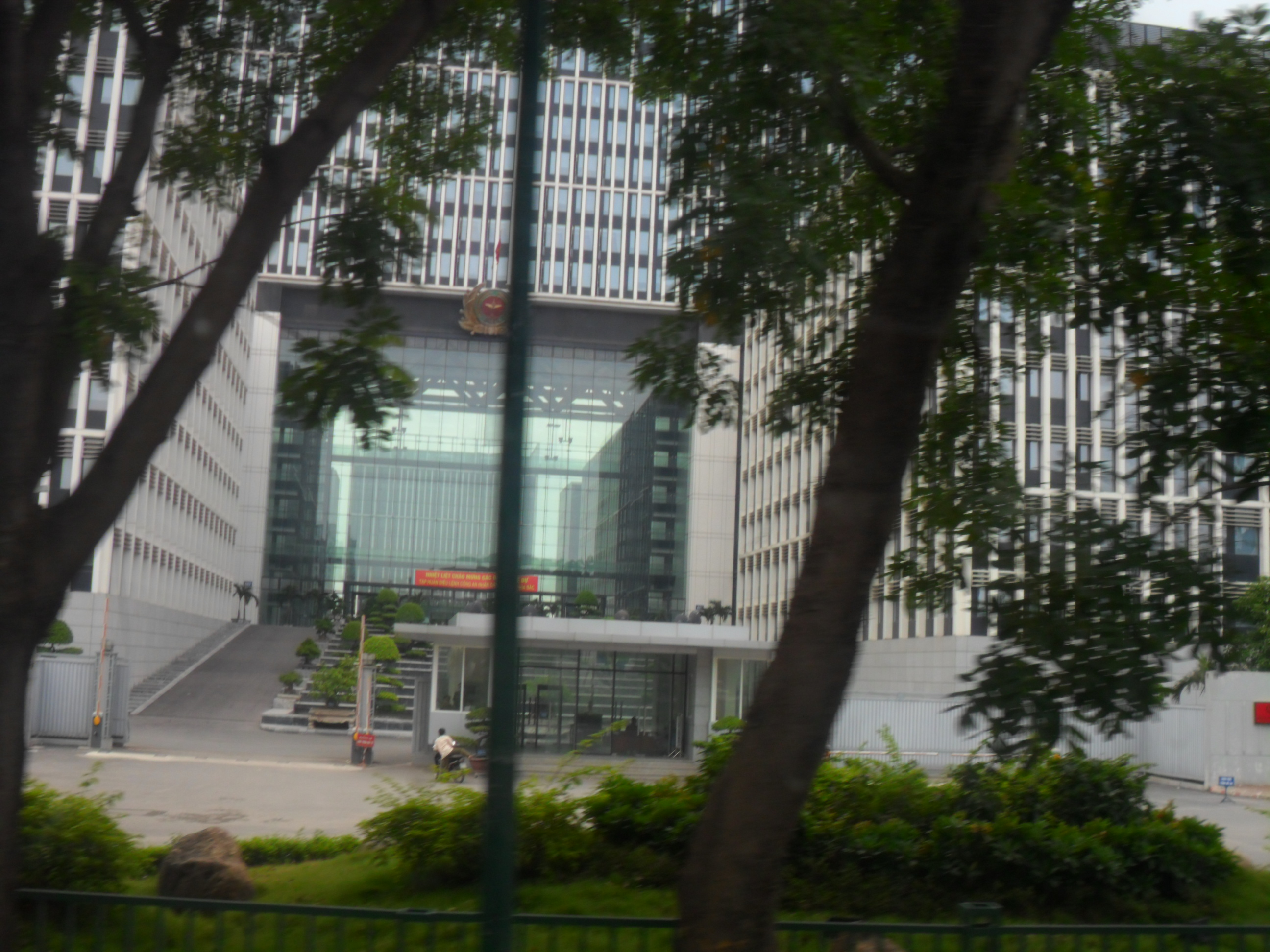
Trụ sở Bộ Công an là một trong những bối cảnh chính của phim

Đấu trí do Nguyễn Danh Dũng, Bùi Quốc Việt và Nguyễn Đức Hiếu đồng đạo diễn. Nội dung phim lấy cảm hứng từ Vụ án sai phạm tại Công ty cổ phần Công nghệ Việt Á cùng Vụ án Nhật Cường Mobile, với phần kịch bản được chắp bút bởi nhóm biên kịch gồm Từ Hải Vân, Thành Long, Trương Thùy Linh, Tạ Hồng Minh, có tổng số tập là 74. Quá trình quay phim chính của phim diễn ra từ tháng 4 năm 2022 đến ngày 14 tháng 10 cùng năm, trong đó nửa số tập phim được quay tại Lào Cai cũng như ở những nơi khác như Hà Nội, Quảng Ninh, Ninh Bình... với dàn diễn viên đông kỷ lục. Đây còn là bộ phim đầu tiên được Bộ Công an cho phép vào trụ sở để ghi hình.
Đấu trí đánh dấu lần đầu tiên Trung Anh thử sức với vai diễn là một chiến sĩ công an, mặc dù trước đó ông từng xin đạo diễn Nguyễn Danh Dũng cho làm tội phạm; ông đã phải cạo đi bộ râu gắn bó suốt 20 năm để hóa thân thành nhân vật này. Xuân Phúc cũng góp mặt vào tác phẩm với tư cách là vai diễn thứ hai của anh trong một dự án phim VFC sau 8 năm hoạt động ở khu vực phía Nam, kể từ phim truyền hình năm 2014 Trái tim có nắng. Dù đã nhận quyết định nghỉ hưu theo chế độ kể từ tháng 5 năm 2022, Đỗ Kỷ vẫn nhận lời tham gia bộ phim.
Buổi họp báo của phim đã được tổ chức vào ngày 5 tháng 7 năm 2022, tuy nhiên Doãn Quốc Đam – một trong những diễn viên chính của phim – lại không thể không tham dự buổi họp báo do đang bận hoàn thành các cảnh quay cuối trong Thương ngày nắng về. Tác phẩm chính thức lên sóng sau đó vào lúc 21h00 thứ 2 đến thứ 6 hàng tuần, bắt đầu từ ngày 18 tháng 7 năm 2022 trên kênh VTV1.

## Đón nhận
Từ những tập đầu lên sóng, Đấu trí đã nhanh chóng thu hút sự chú ý từ khán giả và đạt tỷ suất người xem cao: 5 tập đầu của bộ phim ghi nhận lượng người theo dõi với con số 8,5% ở Hà Nội và phim cũng liên tục nằm trong top 10 chương trình sở hữu rating cao nhất cả nước. Nhiều ý kiến đã dành sự khen ngợi cho tác phẩm khi đi thẳng vào vấn đề ngay từ tập đầu, không lòng vòng quanh co như các phim điều tra khác, cùng với đó là việc hối lộ và nhận hối lộ giữa doanh nghiệp và lãnh đạo các Trung tâm Kiểm soát bệnh tật được đề cập một cách trực diện, chân thật. Tuy nhiên, vẫn có khán giả chưa hài lòng, đánh giá những tập đầu của phim nặng tính minh họa những gì khán giả đã biết. Một bài viết của Phụ nữ thì cho rằng Đấu trí "hoàn toàn không tạo được cơn sốt" so với những bộ phim Việt hóa khác như Hương vị tình thân hay Thương ngày nắng về là vì kịch bản của phim không hấp dẫn khán giả. Trong những tập cuối, bộ phim đã bị khán giả chê là kết thúc vội, chóng vánh, "đầu voi đuôi chuột"; phần kết của bộ phim cũng gây khá nhiều tranh cãi vì tình tiết "lửng lơ".

## Thay đổi lịch phát sóng
Tập 8 của phim dự định sẽ phát sóng vào ngày 27 tháng 7 năm 2022 nhưng do trùng với chương trình cầu truyền hình trực tiếp Khúc tráng ca hòa bình nhân kỷ niệm 75 năm Ngày thương binh liệt sĩ nên sau đó đã phải lùi phát sóng một tập xuống ngày 28 tháng 7. Phim cũng bị hoãn sóng hai tập dự kiến phát vào ngày 14 và 17 tháng 10 năm 2022 do vướng phải lịch phát sóng các chương trình truyền hình trực tiếp, lần lượt là Tự hào nông dân Việt Nam và Cả nước chung tay vì người nghèo.

## Giải thưởng
| Năm  | Giải thưởng                                | Hạng mục                     | (Người) đề cử | Kết quả   | Nguồn         |
| ---- | ------------------------------------------ | ---------------------------- | ------------- | --------- | ------------- |
| 2022 | Ấn tượng VTV                               | Phim truyền hình ấn tượng    | —             | Đề cử     | [ 62 ]        |
| 2022 | Giải Mai Vàng                              | Nam diễn viên truyền hình    | Thanh Sơn     | Đề cử     | [ 63 ]        |
| 2023 | Liên hoan Truyền hình toàn quốc lần thứ 41 | Nam diễn viên chính xuất sắc | Thanh Sơn     | Đoạt giải | [ 64 ] [ 65 ] |
| 2023 | Liên hoan Truyền hình toàn quốc lần thứ 41 | Phim truyền hình             | —             | Giải Bạc  | [ 64 ] [ 65 ] |
| 2023 | Giải Cánh diều                             | Nam diễn viên phụ xuất sắc   | Vĩnh Xương    | Đoạt giải | [ 66 ]        |